# Carlos Ezeta

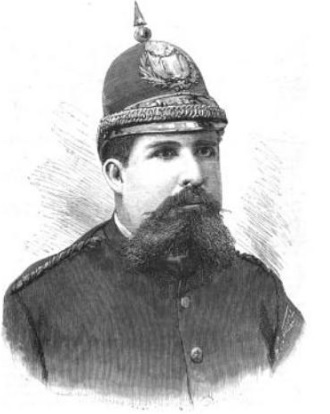
Carlos Ezeta Basilio

Carlos Ezeta Basilio (* 14. Juni 1852 in San Salvador; † 21. März 1903 in Mazatlán) war vom 22. Juni 1890 bis 10. Juni 1894 Präsident von El Salvador.

## Biografie
Carlos Ezeta besuchte ab 1867 die Escuela Politécnica als Kadett und wurde 1871 Unterleutnant. Bei Auseinandersetzungen 1872 und 1873 mit Honduras wurde er verwundet. Nach Reisen nach Costa Rica, den USA und Guatemala kehrte er 1885 nach El Salvador zurück. Während der Regierung von Francisco Menéndez Valdivieso erstickte er, 1889 als kommandierender General, die Rebellion des enteigneten Ejido. Sein letztes Amt, bevor er zum Präsidenten geputscht wurde, war Generalinspekteur der salvadorenischen Armee.
1890 stürzte Carlos Ezeta den Präsidenten Francisco Menéndez und belagerte die Stadt Santa Ana. Formal war er im ersten Jahr provisorischer Präsident. Er gründete das Militärkrankenhaus in San Salvador, öffnete eine Schule für Unteroffiziere Escuela de Suboficiales und beschäftigte eine deutsche Militärmission, um die Artillerieeinheiten zu reorganisieren und zu trainieren. In seiner Amtszeit führte El Salvador Krieg gegen Guatemala, in welchem El Salvador siegte und welcher mit einem Friedensvertrag im August 1890 beendet wurde. Am 28. August 1892 wurde die Casa de la Moneda eröffnet, welche am 1. Oktober 1892 die zeitweilige Währung von El Salvador, den El-Salvador-Colón, emittierte. Der Anfangswechselkurs waren zwei Colones per United States Dollar. Carlos und sein Bruder General Antonio Ezeta, der Vizepräsident wurden durch die „Revolución de los 44“ gestürzt. Bei diesen 44 handelt es sich um mächtige Grundeigentümer, die Ursprünge der sprichwörtlichen 14 Familien, entsprechend der 14 Departamentos El Salvadors, in welchen sämtliches Landeigentum und sämtliche Macht konzentriert ist, jenes agujero de oro, das goldene Loch in welches alles Geld rollt. Von diesen 44 kam ein Teil gerade aus dem Exil in Guatemala zurück, sie sammelten sich in der Nacht zum 29. April 1894 und griffen überraschend die Kaserne von Santa Ana an und forderten die Aufgabe der Truppen. Er ging ins mexikanische Mazatlán ins Exil.

## Regierungskabinett
- Außenminister: David Castro.
- Regierungs- und Kriegsminister: Domingo Jimenez.
- Finanzminister: Nicolas Angulo.
- Bildungsminister: Esteban Castro.[4]